# Тростянецька районна рада (Сумська область)
Тростянецька районна рада Сумської області - колишній орган місцевого самоврядування ліквідованого Тростянецького району Сумської області з центром у місті Тростянець.
Тростянецькій районній раді підпорядковувалися 1 міська та 16 сільські ради, які об'єднували 48 населених пунктів. 

## Склад
Станом на 2018 рік, до складу Тростянецької районної ради Сумської області входили 34 депутатів від 7 партій :
- Політична партія "Сила людей" — 10 депутатів
- Всеукраїнське об'єднання «Батьківщина» - 8 депутатів
- Блок Петра Порошенка «Солідарність» - 7 депутатів
- Радикальна партія Олега Ляшка — 3 депутати
- Партія "Відродження" — 2 депутати
- Політична Партія "Опозиційний блок" — 2 депутати
- Політична партія "За Україну!" — 2 депутати

## Керівництво
- Голова Тростянецької районної ради Сумської області - Корж Андрій Володимирович